# Santiago Lanzuela Marina
Santiago Lanzuela Marina   (Terol i Cella, 27 de setembre de 1948 - Madrid, 16 d'abril de 2020) fou un polític aragonès. Va ser president del Partit Popular d'Aragó.
Funcionari de l'Administració General de l'Estat, també fou professor adjunt de la Facultat de Ciències Econòmiques de València. Entre 1974 i 1976 va ser cap de la Missió Espanyola de Cooperació Tècnica a Nicaragua. Va realitzar missions de Cooperació per al Desenvolupament en més de 20 països americans i africans. El juny de 1990 fundà i presidí l'Institut Aragonès de Foment i el CEEIA. El desembre de 1988 va ingressar al Partit Popular.